# Jugo de tomate

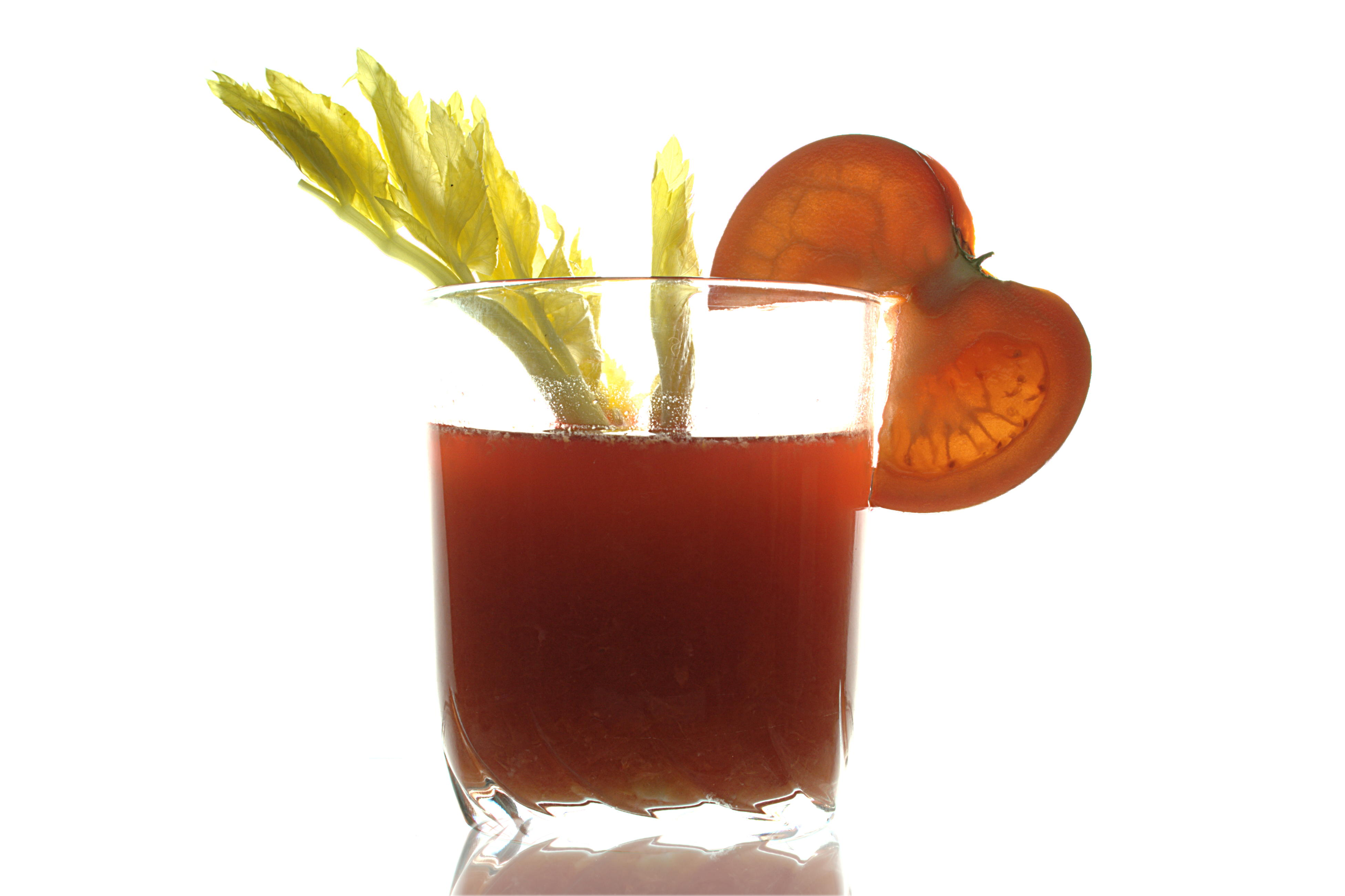
Un jugo o zumo de tomate decorado como un cóctel con fruta de la pasión y una rama de apio.

El jugo de tomate o zumo de tomate es un preparado procedente del jugo de los tomates que se suele emplear como bebida. Se suele distribuir en recipientes de conservas. Suele emplearse como ingrediente líquido en ciertos cocteles como son el norteamericano Bloody Mary (con Vodka), el Caesar, la cerveza preparada (con cerveza) y la Michelada mexicana. Suele emplearse en las bebidas por su sabor ácido y por su contenido de vitamina C, y minerales como el potasio y el yodo. El zumo contiene también antioxidantes (principalmente licopeno).

## Historia
El zumo de tomate fue realizado y servido como bebida, por primera vez, en el año 1917 por Louis Perrin en el French Lick Springs Hotel en el sur de Indiana, cuando hubo un déficit de zumo de naranja y era necesario urgentemente un substituto. La combinación de tomates triturados y tamizados logró ser muy popular entre los hombres de negocios como bebida en la ciudad norteamericana de Chicago.

## Características
El zumo procede del jugo bien tamizado de los tomates (Solanum lycopersicum). Primero se cortan lo tomates en secciones, posteriormente se trituran con una batidora. El zumo obtenido se hace pasar por una tela de trama fina como la muselina y se suele envasar evitando su fermentación. El tamizado hace que el diámetro medio de las partículas de tomate sea muy inferior al requerido en las salsas de tomate; esto hace que la textura final sea muy diferente en ambos casos. Algunas marcas comerciales añaden otros vegetales como ajo o cebolla en polvo. Los productos envasados suelen tener sal añadida, y en algunas ocasiones especias. También pueden agregar algunos mariscos como la almeja y el camarón, por ejemplo, el clamato.
Hay algunos zumos de tomate que proceden de tomate concentrado que ha sido posteriormente diluido. La acidez del zumo alcanza un pH de 2. El zumo de tomate contiene ciertas cantidades de antioxidantes como el licopeno y los flavonoles. Los estudios científicos sugieren que el consumo regular de licopeno puede proteger de cáncer de próstata, cáncer de pecho, arterioesclerosis, y las enfermedades coronarias.
A diferencia de los demás jugos y néctares que suelen ser dulces, este jugo es salado. Por lo que se suele servir mayormente como aperitivo.